# Diócesis de Yola
La diócesis de Yola (en latín: Dioecesis Yolaënsis y en inglés: Roman Catholic Diocese of Yola) es una circunscripción eclesiástica de la Iglesia católica en Nigeria. Se trata de una diócesis latina, sufragánea de la arquidiócesis de Jos. Desde el 18 de febrero de 2011 su obispo es Stephen Dami Mamza.

## Territorio y organización
La diócesis tiene 36 917 km² y extiende su jurisdicción sobre los fieles católicos de rito latino residentes en la mayor parte del estado de Adamawa, excepto 5 áreas de gobierno local del extremo norte.
La sede de la diócesis se encuentra en la ciudad de Yola, en donde se halla la Catedral de Santa Teresa.
En 2020 en la diócesis existían 39 parroquias.

## Historia
La prefectura apostólica de Yola fue erigida el 14 de julio de 1950 con la bula Ad evangelizationis del papa Pío XII, derivando el territorio de la diócesis de Buéa y de las prefecturas apostólicas de Jos (hoy arquidiócesis) y Oturkpo (hoy diócesis de Makurdi).
El 2 de julio de 1962 la prefectura apostólica fue elevada a diócesis con la bula Christianae Reipublicae del papa Juan XXIII.
El 3 de febrero de 1995 cedió una parte de su territorio para la erección de la diócesis de Jalingo mediante la bula Quo efficacius del papa Juan Pablo II.

## Estadísticas
Según el Anuario Pontificio 2021 la diócesis tenía a fines de 2020 un total de 192 767 fieles bautizados.
| Año                                                                             | Población            | Población | Población      | Sacerdotes | Sacerdotes    | Sacerdotes    | Bautizados por sacerdote | Diáconos permanentes | Religiosos | Religiosos | Parroquias |
| Año                                                                             | Bautizados católicos | Total     | % de católicos | Total      | Clero secular | Clero regular | Bautizados por sacerdote | Diáconos permanentes | Varones    | Mujeres    | Parroquias |
| ------------------------------------------------------------------------------- | -------------------- | --------- | -------------- | ---------- | ------------- | ------------- | ------------------------ | -------------------- | ---------- | ---------- | ---------- |
| 1950                                                                            | 1278                 | 903 784   | 0.1            | 27         | 7             | 20            | 47                       |                      |            | 3          | 7          |
| 1970                                                                            | 13 807               | 1 785 000 | 0.8            | 19         |               | 19            | 726                      |                      | 19         | 10         |            |
| 1980                                                                            | 116 000              | 1 777 000 | 6.5            | 22         | 7             | 15            | 5272                     |                      | 17         | 13         |            |
| 1990                                                                            | 142 866              | 4 398 000 | 3.2            | 40         | 17            | 23            | 3571                     |                      | 30         | 24         | 31         |
| 1999                                                                            | 96 083               | 1 589 000 | 6.0            | 27         | 22            | 5             | 3558                     |                      | 11         | 22         | 21         |
| 2000                                                                            | 102 089              | 1 770 599 | 5.8            | 31         | 26            | 5             | 3293                     |                      | 10         | 22         | 21         |
| 2001                                                                            | 106 322              | 1 770 599 | 6.0            | 29         | 24            | 5             | 3666                     |                      | 9          | 18         | 22         |
| 2002                                                                            | 109 667              | 2 124 049 | 5.2            | 33         | 27            | 6             | 3323                     |                      | 17         | 18         | 23         |
| 2003                                                                            | 114 636              | 2 135 240 | 5.4            | 34         | 28            | 6             | 3371                     |                      | 16         | 18         | 24         |
| 2004                                                                            | 156 890              | 2 135 240 | 7.3            | 35         | 29            | 6             | 4482                     |                      | 16         | 22         | 24         |
| 2010                                                                            | 182 742              | 3 524 000 | 5.2            | 40         | 34            | 6             | 4568                     |                      | 18         | 26         | 28         |
| 2014                                                                            | 215 786              | 2 847 000 | 7.6            | 53         | 48            | 5             | 4071                     |                      | 15         | 18         | 34         |
| 2017                                                                            | 228 000              | 3 101 320 | 7.4            | 67         | 60            | 7             | 3402                     |                      | 14         | 20         | 34         |
| 2020                                                                            | 192 767              | 4 248 400 | 4.5            | 75         | 66            | 9             | 2570                     |                      | 10         | 25         | 39         |
| Fuente: Catholic-Hierarchy, que a su vez toma los datos del Anuario Pontificio. |                      |           |                |            |               |               |                          |                      |            |            |            |

## Episcopologio
- Patrick Joseph Dalton, O.S.A † (27 de octubre de 1950-29 de noviembre de 1969 falleció)
- Patrick Francis Sheehan, O.S.A. † (21 de septiembre de 1970-5 de julio de 1996 nombrado vicario apostólico de Kano)
- Christopher Shaman Abba † (5 de julio de 1996-9 de enero de 2010 falleció)
- Stephen Dami Mamza, desde el 18 de febrero de 2011